# Второй конгресс Коммунистического интернационала
Второй конгресс Коммунистического интернационала проходил 19 июля — 7 августа 1920 в Петрограде.

## Организация
Решение о созыве II конгресса Коминтерна было принято на заседании Политбюро ЦК РКП(б) 1 июля 1920 года. Провести Конгресс было решено в Петрограде в здании Смольного — «колыбели русской революции».
В Президиум конгресса входило 5 человек: Г. Зиновьев, В. Ленин, П. Леви, А. Росмер, Дж. Серрати.

## Политическая концепция
В своем докладе Ленин отстаивал собственную версию социализма, с опорой на диктатуру партии и массовый террор. Он также предложил пересмотреть точку зрения Маркса на способы перехода к социализму, а именно отказаться от принципа неизбежности этапов социального развития, в частности, от постулата о необходимости предварительно развития капитализма. Он также потребовал, чтобы партии, желающие примкнуть к Коминтерну, отказались от «оппортунистичских» версий социализма, отрицающих необходимость «диктатуры пролетариата».

## Экспорт революции
В мае Красная армия освободила Киев от поляков и двинулась на Запад. Командование РККА предсказывало быструю победу над Польшей и перспективу продвижения в Восточную Пруссию, Румынию и Венгрию. Успехи Красной армии убедили Ленина в близости установления советской власти в Европе. Конгресс Интернационала был созван с тем, чтобы подготовить левые партии Европы к этим событиям. В зале проведения Конгресса была установлена огромная карта, на которой флажками отмечалось продвижение Красной армии на Варшаву. Ленин предложил итальянским делегатам выехать в Милан и Турин для организации революции.
Катастрофическое поражение РККА под Варшавой в августе 1920 года положило конец этим планам.

## Результаты
На конгрессе был принят Устав Коминтерна, в котором были подтверждены цели и задачи мирового коммунистического движения, принятые на I конгрессе: свержение капитализма, установление диктатуры пролетариата и создание всемирной Советской республики. Коминтерн в нём рассматривался как единая международная партия с железной дисциплиной. В качестве условий вступления в Коминтерн были приняты ленинские «Двадцать одно условие».
Принятие «21 условия» приема в Коммунистический Интернационал на II конгрессе объяснялось Г. Е. Зиновьевым необходимостью ограничить Коминтерн от влияния «дельцов» от социал-демократии, для чего «нужно взять двери Коммунистического Интернационала на запор, нужно поставить надежную стражу у ворот Коммунистического Интернационала».
На основе доклада Ленина «О положении в мире и задачах Коминтерна» ближайшими задачами Коминтерна было определено создание в каждой стране единой национальной коммунистической партии, которая сочетает легальные и нелегальные методы борьбы.

## Выбор руководящих органов

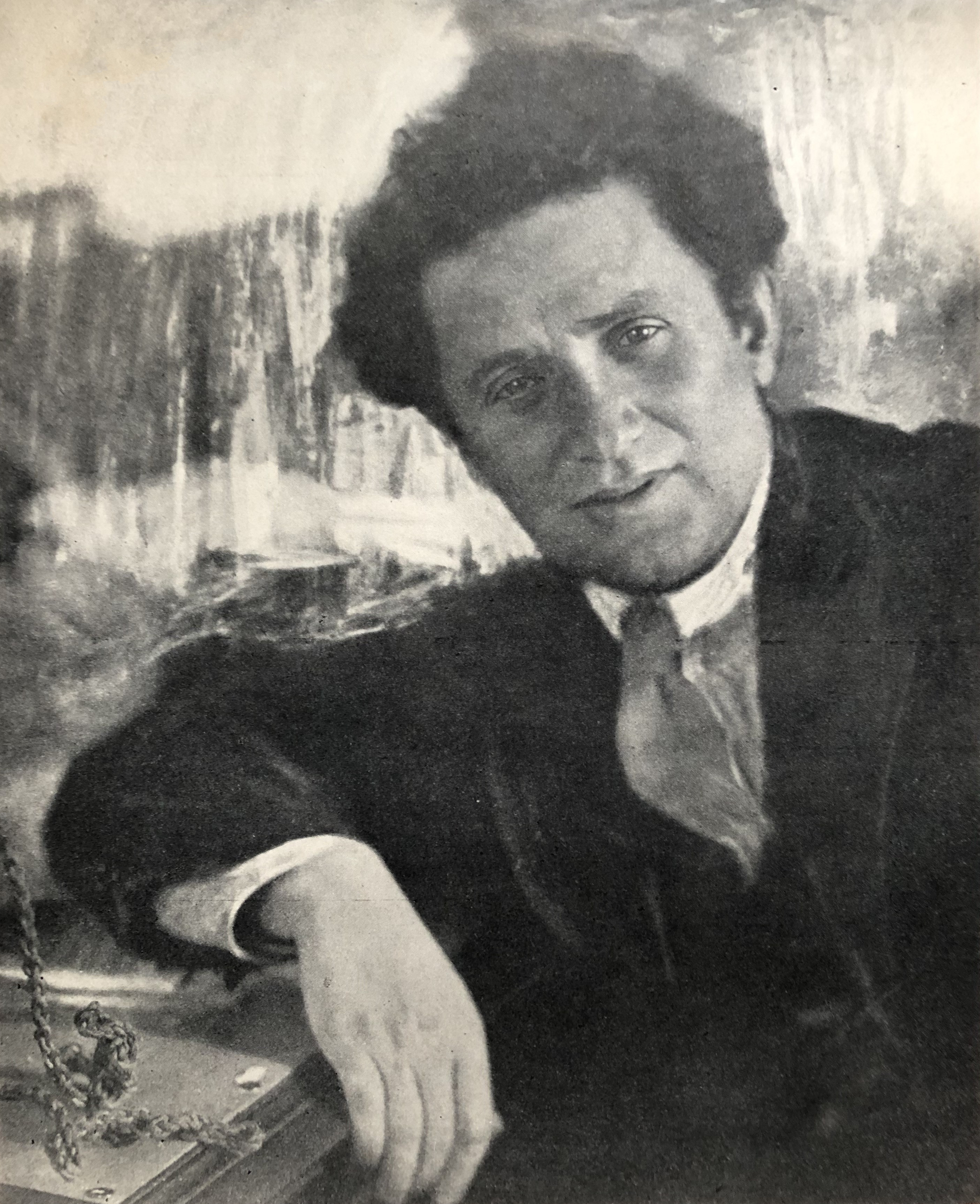
Председатель Коминтерна Г. Зиновьев

Конгресс избрал Исполком Коминтерна. В него были выбраны:
- Австрия: Карл Штейнхард.
- Болгария: Николай Шаблин (Иван Неделков).
- Чехословакия: Бетислав Гула.
- Дальний Восток (Корея): Пак Чин Сун.
- Финляндия: Куллерво Маннер.
- Франция: Альфред Росмер.
- Грузия: Миха Цхакая.
- Германия: Эрнст Мейер, Пауль Леви (кандидат).
- Великобритания: Том Квелч.
- Голландия: Давид Вайнкоп, Ян Янсен
- Венгрия: Эндре Руднянский.
- Италия: Менотти Серрати, Чезаре (кандидат).
- Ява: Маринг (Псевдоним Хенка Снейвлита).
- Латвия: Пётр Стучка (кандидат).
- Ближний Восток (Персия): Аветис Султан-Заде.
- Польша: Карл Радек.
- Россия: Члены: Николай Бухарин, Михаил Кобецкий, Карл Радек, Михаил Томский, Григорий Зиновьев. Кандидаты: Ян Берзин, Владимир Ленин, Михаил Павлович, Иосиф Сталин, Лев Троцкий, Григорий Циперович.
- Скандинавия (Норвегия): Якоб Фриис.
- США: Джон Рид, Николай Гурвич, КПА.
- Югославия: Илия Милкич.
- КИМ: Лазарь Шацкин

Исполком, в свою очередь, избрал бюро ИККИ. Бюро состояло из Григория Зиновьева (председатель), Николая Бухарина, Михаила Кобецкого, Раднянского и Эрнста Мейера (Германия). Позднее бюро было расширено и в него был включен Бела Кун, Карл Радек, Альфред Росмер и Вильгельм Кёнен.

## Галерея

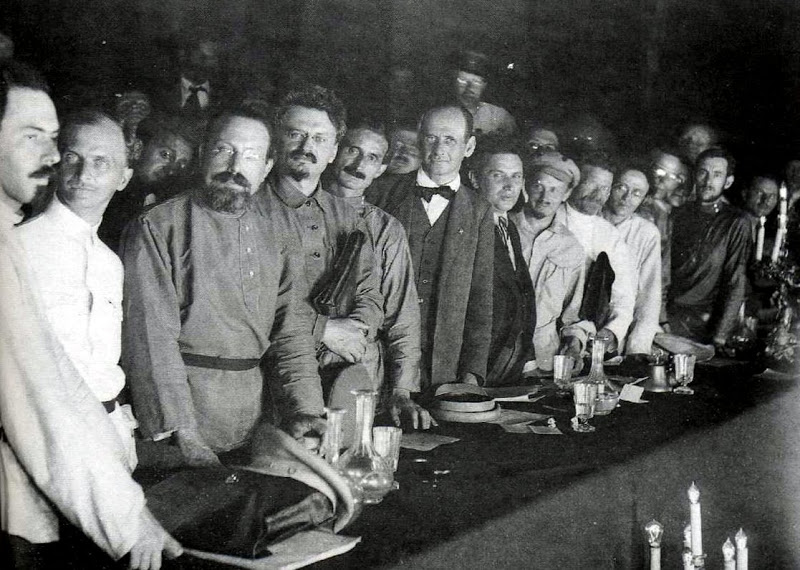
Члены исполкома II конгресса Коминтерна
Председатель Совнаркома РСФСР Владимир Ленин (четвертый слева) беседует с делегатами II конгресса Коминтерна
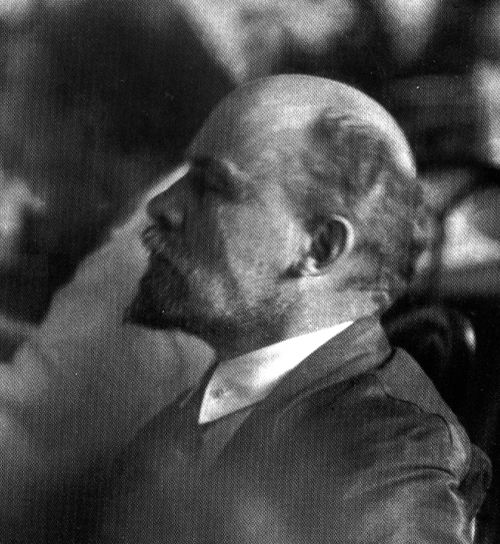
Фрагмент фотоснимка заседания II конгресса Коминтерна, послуживший основой для ордена Ленина
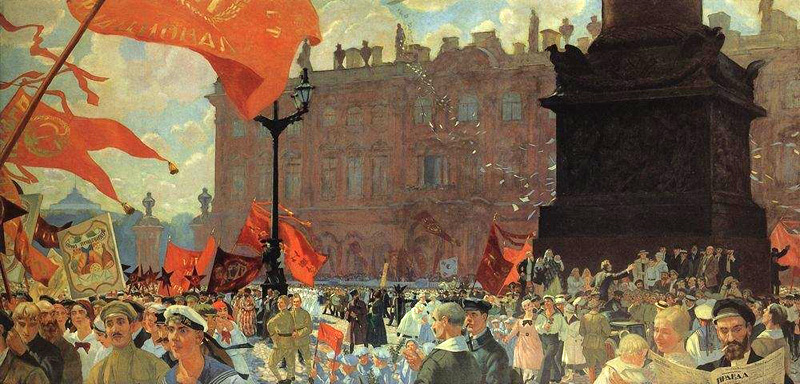
Б. Кустодиев. «Праздник в честь II конгресса Коминтерна на площади Урицкого»
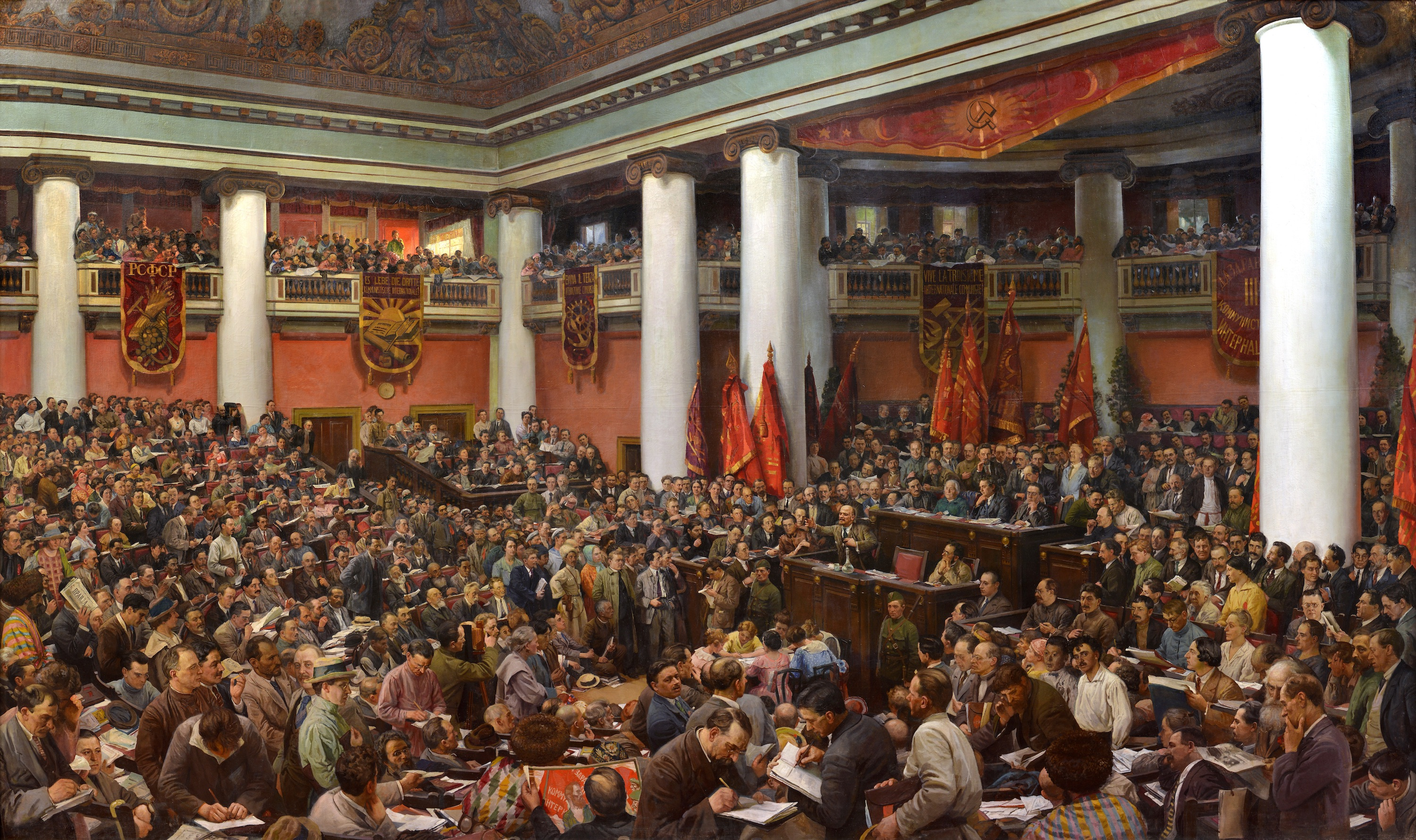
И. Бродский. «Торжественное открытие II конгресса Коминтерна во дворце Урицкого в Ленинграде»

## Комментарии
1. ↑  Делегаты Конгресса посетили Москву с однодневной экскурсией
2. ↑  Ленин считал что символизм места облегчит ему продвижение собственных воззрений среди делегатов Конгресса[1]
3. ↑  Ряд видных членов ЦК, такие как Сталин и Троцкий, возражали против похода на исконно-польские территории, считая, что это приведет к массовому сопротивлению поляков. Об этом же предупреждали большевики польского происхождения. Ленин же считал, что польские «пролетарии» радостно встретят Красную армию и выступят против своего «буржуазного» правительства[1].
4. ↑  По мнению британского историка Р. Сервиса, мечтой всей жизни Ленина была «мировая революция» — распространение однопартийных государств диктаторского типа на весь мир[4].